# 400 mètres féminin aux championnats du monde d'athlétisme 1991
Navigation
Rome 1987 Stuttgart 1993
L'épreuve du 400 mètres féminin des championnats du monde d'athlétisme 1991 s'est déroulée du 24 au 27 août 1991 dans le Stade olympique national de Tokyo, au Japon. Elle est remportée par la Française Marie-José Pérec.

## Résultats

### Finale
| Rang               | Athlète            | Pays             | Temps   | Notes |
| ------------------ | ------------------ | ---------------- | ------- | ----- |
| Médaille d'or      | Marie-José Pérec   | France           | 49 s 13 |       |
| Médaille d'argent  | Grit Breuer        | Allemagne        | 49 s 42 | WJR   |
| Médaille de bronze | Sandra Myers       | Espagne          | 49 s 78 |       |
| 4.                 | Olga Bryzgina      | Union soviétique | 49 s 82 |       |
| 5.                 | Jearl Miles        | États-Unis       | 50 s 50 |       |
| 6.                 | Ximena Restrepo    | Colombie         | 50 s 79 |       |
| 7.                 | Lillie Leatherwood | États-Unis       | 51 s 53 |       |
| 8.                 | Diane Dixon        | États-Unis       | 51 s 73 |       |

### Demi-finales
| Rang | Athlète           | Pays             | Temps   |
| ---- | ----------------- | ---------------- | ------- |
| 1.   | Marie-José Pérec  | France           | 49 s 94 |
| 2    | Grit Breuer       | Allemagne        | 50 s 14 |
| 3    | Olga Bryzgina     | Union soviétique | 50 s 26 |
| 4    | Diane Dixon       | États-Unis       | 50 s 75 |
| 5    | Lorraine Hanson   | Royaume-Uni      | 50 s 93 |
| 6    | Norfalia Carabalí | Colombie         | 52 s 40 |
| 7    | Renée Poetschka   | Australie        | 52 s 76 |
| 8    | Julia Merino      | Espagne          | 53 s 41 |

| Rang | Athlète              | Pays             | Temps   |
| ---- | -------------------- | ---------------- | ------- |
| 1    | Sandra Myers         | Espagne          | 50 s 64 |
| 2    | Lillie Leatherwood   | États-Unis       | 50 s 68 |
| 3    | Jearl Miles-Clark    | États-Unis       | 50 s 79 |
| 4    | Ximena Restrepo      | Colombie         | 50 s 82 |
| 5    | Lyudmila Dzhigalova  | Union soviétique | 50 s 85 |
| 6    | Fatima Yusuf         | Nigeria          | 50 s 91 |
| 7    | Linda Keough         | Royaume-Uni      | 50 s 98 |
| 8    | Solvi Olsen-Meinseth | Norvège          | 53 s 63 |

## Légende
Records et Performances
- AR : Record continental (area record)
- CR : Record des championnats (championship record)
- MR : Record du meeting (meet record)
- NR : Record national (national record)
- OR : Record olympique (olympic record)
- PR : Record paralympique (paralympic record)
- PB : Record personnel (personal best)
- SB : Meilleure performance personnelle de la saison (season's best)
- WL : Meilleure performance mondiale de l'année (world leader)
- WJR : Record du monde junior (world junior record)
- WR : Record du monde (world record)

Circonstances et Conditions
- DNF : N'a pas terminé (did not finish)
- DNS : N'a pas pris le départ (did not start)
- DQ : Disqualification (disqualification)
- NM : Aucun essai valable enregistré (No Mark)
- Q : Qualifié « directement » au prochain tour (ou à la prochaine compétition), lors d'une compétition majeure, grâce au classement ou à la réalisation des minima (automatic qualifier)
- q : Qualifié au prochain tour (ou à la prochaine compétition), lors d'une compétition majeure, grâce au repêchage ou à la réalisation de l'une des meilleures performances parmi celles des « non qualifiés directement » (grâce au meilleur temps ou à la meilleure distance par exemple) (secondary qualifier)